# José Antonio Vaquero
José Antonio Vaquero (19 de diciembre de 1924, Córdoba-22 de septiembre de 2006, Buenos Aires) fue un militar argentino comandante del III Cuerpo de Ejército y luego del V Cuerpo de Ejército. Como tal, tuvo bajo su mando diversos centros clandestinos de detención. Resultó beneficiado por los indultos realizados por Carlos Menem por la eventual comisión de delitos de lesa humanidad. Con posterioridad fue involucrado en causas no afectadas por el indulto. Desde entonces estuvo afectado por demencia senil hasta el día de su muerte.

## Biografía
Dentro del gobierno militar integró el llamado grupo de «los duros», integrado también por Ramón Genaro Díaz Bessone, Luciano Benjamín Menéndez, Santiago Omar Riveros y Guillermo Suárez Mason, quienes se oponían al dúo Videla-Viola, más proclive a establecer cierto nivel de diálogo con algunos sectores políticos.
Entre septiembre de 1975 y diciembre de 1976 se desempeñó como jefe de la Subzona 3.1, correspondiente al área de la ciudad de Córdoba, teniendo bajo su mando varios centros clandestinos de detención como «La Perla», «Casa de Hidráulica» o «Embudo», «Malagueño», «La Ribera», el Hospital Militar de Córdoba, entre otros.
Desde diciembre de 1976 hasta de noviembre de 1977 fue subjefe del Estado Mayor General del Ejército.
Desde diciembre de 1977 hasta septiembre de 1979, fue el comandante del Cuerpo de Ejército V, y como tal, jefe de la Zona de Defensa 5, quedando bajo su mando las provincias de la Patagonia (Neuquén, Río Negro, Chubut, Santa Cruz) y el sur de la Provincia de Buenos Aires.
Entre el 20 de diciembre de 1978 y el 26 de enero de 1979, fue comandante del Teatro de Operaciones Sud (TOS).
Desde octubre a diciembre de 1979 desempeñó la comandancia del Cuerpo de Ejército III.
Entre diciembre de 1979 y junio de 1982 fue el jefe del Estado Mayor General del Ejército. Durante su ejercicio de este cargo, se desarrolló la guerra de las Malvinas entre abril y junio de 1982.

### Juicios
Los delitos de lesa humanidad que pudo haber cometido fueron declarados impunes por aplicación de la Ley de Punto Final. Fue indultado en 1989.
Con posterioridad fue involucrado en causas no afectadas por el indulto como la correspondiente al Plan Cóndor y a un grupo de integrantes del Ejército Revolucionario del Pueblo (ERP) fusilados en 1974.
Vaquero estaba imputado en diversas causas no alcanzadas por los indultos, pero al padecer demencia senil hasta el día de su muerte, no pudo ser juzgado.

#### Extradición solicitada por España
En 1997 el juez español Baltasar Garzón solicitó la detención y extradición de 45 militares argentinos y un civil a quienes procesó por genocidio, terrorismo de Estado y someter a torturas a presos políticos durante el régimen de facto que gobernó en Argentina entre 1976 y 1983. Entre ellos se encuentra Luciano Benjamín Menéndez. El pedido fue rechazado varias veces por el gobierno argentino alegando el principio de territorialidad.
El 27 de julio de 2003 el presidente Néstor Kirchner mediante el Decreto 420/03 modificó el criterio de rechazo de las extradiciones sustentado hasta ese momento ordenando "obligatoriedad del trámite judicial" solicitado por la Justicia española, y abriendo así el camino a la extradición efectiva de los militares requeridos.
Simultáneamente, en agosto de 2003, el entonces presidente de España José María Aznar ordenó no continuar con el proceso de extradición de los solicitados por crímenes durante el gobierno de facto en Argentina. Pero en 2005 esta decisión fue anulada por la Corte Suprema de España, ordenando continuar adelante con las extradiciones solicitadas por Garzón.

| Predecesor: Raúl Bercovich Rodríguez | Interventor militar de la provincia de Córdoba 24 de marzo-12 de abril de 1976 | Sucesor: Carlos Chasseing |